# Station Mo i Rana
Station Mo i Rana  is een spoorwegstation in Mo i Rana in fylke Nordland in Noorwegen. Het station werd geopend in 1942 toen de aanleg van Nordlandsbanen tot Mo i Rana was gevorderd.